# Merville S-30
Dimensions
Le Merville S-30 est un planeur monoplace de performance en bois et toile développé par Raymond Jarlaud c'est une évolution de l'Arsenal Air 102 avec une aile à profil laminaire utilisant le même système de volets et ailerons combinés que l'Arsenal 4111. Il fait son premier vol le 2 juillet 1957 un seul exemplaire est construit.

## Histoire
Après la fin de l'Arsenal de l'aéronautique Raymond Jarlaud commence l’étude de ce planeur qui doit être fabriqué chez Victor Minié. La faillite de ce fabricant oblige Jarlaud à se tourner vers Merville pour la fin du développement.
Le prototype fait son premier vol le 2 juillet 1957 avec Pierre Bonneau aux commandes.
Les vélivoles français espèrent tenir un successeur au Breguet 901 Mouette en compétition mais le fuselage trop souple limite la vitesse maxi à 150 km/h (alors qu'elle était prévue à 200 km/h) annulant tous les avantages d'une voilure perfectionnée et performante.
Le prototype reste l'unique exemplaire. Immatriculé F-CCHN il est actuellement radié du registre des aéronefs et se trouve au Ailes Anciennes Toulouse sous le nom de Merville SM-31 ce qui ne correspond pas au registre des aéronefs.

## Conception
Il réutilise le fuselage de l'Air 100 avec sa faiblesse de la partie arrière qui entre en flutter dès 160 km/h en air calme.
L'aile à profil laminaire reprend le système utilisé sur l’Arsenal 4111. Le bord de fuite est muni de volets de courbure jusqu'aux ailerons. Les ailerons peuvent également être braqués symétriquement pour accroître l'hypersustentation.